# 讓愛看得見
讓愛看得見（另譯給親愛的你），日本電視劇，改編自日文小說《解夏》，由富士電視台在2004年4月19日至6月28日的星期一晚間九時播出，平均收視率為16.91%。此劇亦是菅野美穗初次主演月九。
該劇於2005年1月23日在香港透過香港有線電視播出，亦於2004年8月17日透過緯來日本台在台灣首播。

## 劇情提要
友川四季（菅野美穗飾）是個小兒科實習醫師，與好友淺倉亞衣（伊東美咲飾）、折原新吾（玉木宏飾）前往長崎參加好友安曇利也（岡田義德飾）的喪禮。在喪禮中親戚紛紛對利也玩世不恭的哥哥俊介（藤木直人飾）大加批判。參加喪禮完的四季來到附近的海灘，卻發現有人在偷拍她，而那個人正是俊介，因而對他留下不好的印象。某日四季在實習的醫院遇到俊介，俊介表示有事相求，但四季卻相應不理，直到她聽到同院的眼科醫師說俊介得了貝賽特氏症，三個月後即將失明……

## 製作班底及主題曲
- 原作：佐田雅志
- 編劇：坂元裕二
- 配樂：藤原いくろう
- 企畫製作：大多亮
- 製作人：矢吹東、關谷正征、杉尾敦弘
- 導演：水田成英、林徹
- 主題曲：森山直太朗 給世間萬物
- 插曲：森山直太朗 給親愛的你 

## 主要演員
- 友川四季 - 女主角，小兒科實習醫師（菅野美穗飾）
- 安曇俊介 - 男主角，自由攝影師（藤木直人飾）
- 淺倉亞衣 - 四季的大學同學及好友，花店職員（伊東美咲飾）
- 折原新吾 - 四季的大學同學及好友，壽司店學徒（玉木宏飾）
- 友川滿雄 - 四季之弟，學生（森山未來飾）
- 友川鐵雄 - 四季之父，米店老闆（泉谷茂飾）
- 安曇良枝 - 俊介、利也之母，家庭主婦（八千草薰飾）
- 降谷圭輔 - 四季的指導醫師，小兒科醫師（時任三郎飾）
- 高泉諒子 - 俊介的未婚妻（黑谷友香飾）
- 安曇利也 - 俊介之弟（岡田義德飾）

## 得獎紀錄
- 第41回 日劇學院賞 最佳配樂 -

## 收視率
| 各話                | 放送日        | 日本標題                 | 中文標題              | 收視率   |
| ------------------- | ------------- | ------------------------ | --------------------- | -------- |
| 第1話（延長30分鐘） | 2004年4月19日 | 解夏〜愛は注ぎ続けるもの | 解夏~愛持續注入的東西 | 21.9%    |
| 第2話               | 2004年4月26日 | 落し物                   | 失落物                | 15.9%    |
| 第3話               | 2004年5月3日  | 過酷すぎる愛の運命       | 殘酷的戀愛命運        | 15.4%    |
| 第4話               | 2004年5月10日 | 涙の雨                   | 似淚的雨              | 14.2%    |
| 第5話               | 2004年5月17日 | 長崎へ                   | 長崎                  | 15.4%    |
| 第6話               | 2004年5月24日 | 君の街                   | 有你的街              | 16.0%    |
| 第7話               | 2004年5月31日 | 愛とは後悔しない事       | 永不後悔的愛          | 14.9%    |
| 第8話               | 2004年6月7日  | 父の日のプレゼント       | 父的禮物              | 16.3%    |
| 第9話               | 2004年6月14日 | 母へ                     | 母親                  | 17.2%    |
| 第10話              | 2004年6月21日 | 衝撃                     | 衝擊                  | 18.0%    |
| 最終話(延長15分鐘)  | 2004年6月28日 | 最後に見せてあげたいもの | 愛的最後顯現          | 20.8%    |
| 平均收視率          | 平均收視率    | 平均收視率               | 平均收視率            | 16.91 ％ |

## 外部連結
- 讓愛看得見官方網站(日本)（页面存档备份，存于）

## 作品的變遷
| 日本富士電視台 週一9時    | 日本富士電視台 週一9時               | 日本富士電視台 週一9時 |
| ------------------------- | ------------------------------------ | ---------------------- |
|                           | 讓愛看得見 （2004.4.19 - 2004.6.28） |                        |
| （2004.1.12 - 2004.3.22） | 東京灣景 （2004.7.5 - 2004.9.13）    |                        |